# Forcey
Forcey ist eine französische Gemeinde mit 60 Einwohnern (Stand: 1. Januar 2022) im Département Haute-Marne in der Region Grand Est. Sie gehört zum Kanton Nogent und zum Arrondissement Chaumont. Die Bewohner werden Vairons genannt.

## Geografie
Die Gemeinde Forcey liegt am Rognon, etwa 18 Kilometer nordöstlich von Chaumont. Sie ist umgeben von folgenden Nachbargemeinden:
| Bourdons-sur-Rognon |                                             | Consigny  |
|                     | Kompassrose, die auf Nachbargemeinden zeigt |           |
| Esnouveaux          |                                             | Millières |

## Bevölkerungsentwicklung
| Jahr                       | 1962 | 1968 | 1975 | 1982 | 1990 | 1999 | 2008 | 2019 |
| -------------------------- | ---- | ---- | ---- | ---- | ---- | ---- | ---- | ---- |
| Einwohner                  | 139  | 144  | 97   | 87   | 67   | 71   | 89   | 63   |
| Quellen: Cassini und INSEE |      |      |      |      |      |      |      |      |

## Sehenswürdigkeiten
- Kirche Saint-Rémy, erbaut 1819